# 巴西南部地区

巴西南部（葡萄牙语：Região Sul do Brasil），是巴西的5个地理分区之一，包括巴拉那州、圣卡塔琳娜州、南大河州；與烏拉圭、阿根廷和巴拉圭接壤。总面积576,409.6平方公里，占巴西领土面积的5%，总人口27,384,815（2010年）。19世紀，巴西南部地區接收了大量歐洲移民，在人口普查中，79.8%的人聲稱自己是巴西白人。該地區被認為是巴西最安全的地區，犯罪率低於該國其他地區。
- 阿雷格里港
- 波梅羅迪的德國式建築